# Volo Alitalia 771
Il volo Alitalia 771 era un Douglas DC-8-43 partito da Sydney e passante per le tratte di Darwin, Bangkok, Bombay, Karachi e Teheran prima di atterrare a Roma, con 94 passeggeri a bordo. Il 7 luglio 1962 alle 18:40 UTC (8 luglio 1962, 00:10 locali) si schiantò contro una collina a circa 84 chilometri (52 miglia) a nord-est di Bombay durante l'avvicinamento.

## L'aereo
Il velivolo coinvolto nell'incidente era un Douglas DC-8-43 costruito nel 1962 e registrato presso Alitalia come I-DIWD. Al momento dell'incidente l'aereo aveva registrato 964 ore di volo. I certificati di registrazione e di aeronavigabilità erano validi. Il comandante aveva firmato il certificato di manutenzione il 6 luglio 1962. L'aereo era dotato di un radar di navigazione VHF, di un radar di planata, un ricevitore di radiofari, un radar ADF, un ricevitore Loran, un radar doppler e un transponder, tuttavia non disponeva di registratori di volo.
Non sono stati segnalati problemi meccanici e il baricentro e il peso del DC-8 rientravano nei parametri consentiti.

## L'equipaggio
Nove membri dell'equipaggio erano a bordo del volo. L'equipaggio della cabina di pilotaggio era composto da:
- Comandante Luigi Quattrin (50 anni),[1] pilota dal 1939. Aveva accumulato 13.700 ore di volo, di cui 1.396 sul Douglas DC-8. In precedenza aveva volato sulla rotta Roma-Bombay sui DC-6 e DC-7, ma non era mai arrivato fino a Bangkok. Sul volo di familiarizzazione per la rotta Bangkok-Bombay, richiesto da Alitalia per consentirgli di effettuare la rotta come pilota in comando, arrivo fino alla capitale thailandese attraverso la rotta Tehran-Karachi-Bombay.
- Primo ufficiale Ugo Arcangeli[2] aveva 33 anni ed era pilota dal 1956. Aveva accumulato un totale di 3.480 ore di volo, di cui 1.672 da copilota sul DC-8.
- L'ingegnere di volo Luciano Fontana[2] (31 anni) con 4.070 ore di volo sul suo curriculum, di cui 386 sul DC-8.

I restanti sei membri dell'equipaggio erano assistenti di volo fra i quali la hostess vercellese Marilla Rigazio alla quale è stato dedicato l'Aero Club della sua città.
Sia il capitano che il copilota erano navigatori addestrati, ma non c'era alcun navigatore assegnato nell'equipaggio di condotta.

## Il volo e l'incidente
Dopo essere partito inizialmente con 45 passeggeri a Sydney e averne imbarcati altri negli scali di Darwin e Singapore, il volo 771 partì da Bangkok alle 15:16 UTC con 94 persone a bordo, secondo quanto indicato dal foglio di carico, sebbene il piano di volo ufficiale riportasse la presenza di 98 persone. Il piano di volo non era stato firmato dal pilota in comando, violando così il manuale operativo di Alitalia.
Il volo 771 entrò in contatto per la prima volta con il Centro Informazioni di Volo di Bombay alle 17:20, durante le quali il DC-8 richiese il bollettino meteorologico prima dell'atterraggio, oltre a dichiarare che l'orario di arrivo stimato era per le 18:45 e a riferire della loro altitudine di 36.000 piedi. Tra le 17:30 e le 17:47 furono informati delle previsioni meteo locali: al momento dell'incidente era prevista pioggia leggera, ma nessun temporale o altre condizioni meteo pericolose.
Alle 18:20 il volo passò alla frequenza d'avvicinamento di Bombay e chiese di iniziare la discesa una volta superato il waypoint di Aurangabad a un'altitudine di 20.000 piedi. La discesa venne approvata e le informazioni meteorologiche fornite confermate.
Il volo iniziò a scendere alle 18:24:36 UTC, scendendo da 35.000 piedi a 20.000 piedi circa venti minuti prima dell'atterraggio a Bombay con un ETA alle 18:45. Alle 18:25 il volo venne autorizzato a passare al livello di transizione di 4.000 piedi. Le informazioni meteorologiche furono nuovamente trasmesse alle 18:28:04, con il QNH a 29,58 pollici. Alle 18:29 il controllore del traffico aereo venne informato della preferenza del volo 771 di atterrare sulla pista 27. Alle 18:38:34 ai piloti fu chiesto se avrebbero eseguito un giro di 360° sopra il radiofaro o se sarebbero atterrato direttamente. Alle 18:38:49 dal volo risposero solo "OK", creando una certa confusione su che tipo di avvicinamento avrebbero eseguito. Dal DC-8 chiarirono poco dopo che avrebbe compiuto il giro sopra il faro esterno.
Alle 18:38:54 il DC-8 raggiunse un'altitudine di 5.000 piedi; il piano di volo fornito da Alitalia prevedeva una discesa di 100 miglia fino a Bombay in 13 minuti. Il velivolo continuò a scendere ulteriormente fino a 3.600 piedi, ben al di sotto dell'altitudine minima di sicurezza a 9.000 piedi e al di sotto dell'altitudine minima di avvicinamento iniziale di 4.000 piedi.
L'ultima comunicazione partita dall'aereo si svolse alle 18:39:58, confermando ancora una volta i 360° sopra il faro. Il DC-8 si schiantò contro la collina di Davandyachi, con un rilevamento di 240°. Il relitto dell'aereo fu trovato sparso tra gli alberi sulla collina con i resti dell'altimetro della cabina di pilotaggio a un'altitudine di 3.600 piedi, a soli 5 piedi dalla cima. L'aereo era completamente distrutto e tutte le persone a bordo morirono nello schianto.

## Le cause
Gli investigatori indagarono su diverse potenziali cause, tra cui: errori di navigazione che indussero il pilota a credere di essere più vicino alla sua destinazione di quanto non fosse in realtà, un mancato mantenimento dell'altitudine di sicurezza raccomandata, e la mancanza di familiarità del pilota con la rotta di volo. Inizialmente è stata suggerita come fattore contributivo anche un'intossicazione da alcol del pilota, esclusa poco dopo. Il grafico numero 21 della struttura radiofonica non mostrava il terreno in cui si era schiantato il DC-8, mostrando solo la presenza di una posizione a 13 miglia a nord ad un'altezza di 5.400 piedi.
Gli investigatori conclusero che gli errori di navigazione portarono il pilota a pensare di essere più vicino al punto di discesa necessario, iniziando di conseguenza una discesa prematura per un avvicinamento strumentale diretto di notte, con conseguente volo controllato contro il suolo.
Le cause secondarie dell'incidente sono state citate dall'ICAO come segue:
1. Mancato utilizzo da parte del pilota degli aiuti di navigazione a disposizione per accertare la corretta posizione dell'aeromobile.
2. Violazione dall'altitudine minima di sicurezza prescritta.
3. Mancanza di familiarità del pilota con il terreno sulla rotta.